# Bratčice (Kutná Hora-i járás)
Bratčice település Csehországban, a Kutná Hora-i járásban. Bratčice Podmoky, Okřesaneč, Vlkaneč, Potěhy, Hostovlice, Horky és Adamov településekkel határos. Lakosainak száma 403 fő (2024. január 1.).

## Népesség
A település lakosságának változását az alábbi diagram mutatja:
| Lakosok száma | 751  | 761  | 704  | 565  | 462  | 398  | 390  | 376  | 383  | 403  |
|               | 1869 | 1900 | 1921 | 1961 | 1980 | 2011 | 2016 | 2019 | 2021 | 2024 |